# Geulanggang Meunje
Geulanggang Meunje is een bestuurslaag in het regentschap Bireuen van de provincie Atjeh, Indonesië. Geulanggang Meunje telt 629 inwoners (volkstelling 2010).